# لورا نيبولي
لورا نيبولي (بالإيطالية: Laura Neboli)‏ (من مواليد 14 مارس 1988): لاعبة كرة قدم إيطالية تلعب في مركز المدافع. تلعب لدويسبورج في الدوري الألماني. وقد لعبت من قبل في دوري الدرجة الأولى الإيطالي مع فريق سي إف باردولينو، وفريق أي إس دي فيرونا وفريق أي إس دي ريجينيا وفريق يو بي سي تافاكناكو.
لعبت كذلك في منتخب إيطاليا لكرة القدم للسيدات، وشاركت مع المنتخب في بطولة أمم أوروبا لكرة القدم للسيدات في 2009 و2013.

## روابط خارجية
- لورا نيبولي على موقع الاتحاد الأوربي (الإنجليزية)
- لورا نيبولي على موقع قاعدة بيانات كرة القدم.إي يو (الإنجليزية)
- لورا نيبولي على موقع بيانات كرة القدم. دي إي (الألمانية)
- لورا نيبولي على موقع عالم كرة القدم.نت (الإنجليزية)